# الاختلافات النصية في رسالة فيلبي
الاختلافات النصية في رسالة فيلبي او رسالة الى اهل فيلبي ( بالإنجليزية: Textual variants in the Epistle to the Philippians ) هي موضوع دراسة الاختلافات النصية في المخطوطات او ترجمات عندما يقوم الناسخ بإجراء تحريفات متعمدة أو غير مقصودة في مخطوطة على النص الذي يتم إعادة إنتاجه او ترجمته وترد في هذه المقالة أدناه قائمة مختصرة من المتغيرات النصية في هذا الكتاب بالذات.

## الاختلافات النصية الموجودة
أَسْتَطِيعُ كُلَّ شَيْءٍ فِي الْمَسِيحِ الَّذِي يُقَوِّينِي. ( فيلبي 4: 13 ) التراجم العربية التي كتبت المقطع 'الفانديك'' ''الحياة'' ''المبسطة'' التراجم العربية التي حذفته ''المشتركة' 'البولسية' ''الكاثوليكية'' ''اليسوعية'' في المخطوطات ,غير موجودة في الفاتيكانية والاسكندرية والترجمة القبطية والفلجاتا السرياني الفلسطيني والقبطي الصعيدي والبحري والارميني واقتباس كليمنت الأول وفكتورينوس وجيروم وبيلاجيوس وتيرانيوس روفينوس وأوغسطينوس النص الذي لا يحتوي على المقطع

### اختلافات في ذات نص
مَعَ ذَلِكَ فَمِنْ جِهَةِ مَا قَدْ بَلَغْنَاهُ لِنَسْلُكْ طَرِيقَةً وَاحِدةً وَنَكُنْ عَلَى رَأْيٍ وَاحِدٍ./// وَأَمَّا مَا قَدْ أَدْرَكْنَاهُ، فَلْنَسْلُكْ بِحَسَبِ ذَلِكَ الْقَانُونِ عَيْنِهِ، وَنَفْتَكِرْ ذَلِكَ عَيْنَهُ . ( فيلبي 3: 16 ) التراجم العربية التي كتبت ( مَعَ ذَلِكَ فَمِنْ جِهَةِ مَا قَدْ بَلَغْنَاهُ لِنَسْلُكْ طَرِيقَةً وَاحِدةً وَنَكُنْ عَلَى رَأْيٍ وَاحِدٍ. ) النسخة الارثوذكسية, التراجم العربية التي كتبت المقطع 'الفانديك'' التراجم العربية التي حذفته ''الحياة'' ''المشتركة'' 'البولسية'' ''الكاثوليكية' ''المبسطة'' ''اليسوعية'' في المخطوطات ,غير موجودة في بردية 46 والفاتيكانية والاسكندرية والترجمة القبطية

## انظر ايضا
- الاختلافات النصية في سفر أعمال الرسل
- الاختلافات النصية في إنجيل يوحنا
- الاختلافات النصية في سفر التكوين
- الاختلافات النصية في الرسالة إلى العبرانيين
- الاختلافات النصية في رسالة يوحنا الأولى
- الاختلافات النصية في رسالة رومية
- الاختلافات النصية في إنجيل مرقس
- الاختلافات النصية في إنجيل لوقا
- الاختلافات النصية في إنجيل متى
- الاختلافات النصية في سفر رؤيا يوحنا اللاهوتي